# Gat de la jungla
El gat de la jungla (Felis chaus) és una espècie gat de mida mitjana del gènere Felis, considerada la més gran del seu gènere. També de l'anomena linx de pantà, encara que no està estretament relacionat amb els linxs.

## Taxonomia
Quan Johann Anton Güldenstädt va viatjar per la frontera sud de l'Imperi Rus entre 1768 i 1775, a petició de Caterina II de Rússia, fou el primer naturalista a observar un Kirmisxak al Caucas. En la seva descripció en llatí de 15 pàgines, publicada el 1776, Güldenstädt va donar a l'animal el nom de Chaus, un nom mantingut pels posteriors zoòlegs. Avui en dia, el nom trinomial Felis chaus chaus, encara s'aplica a la subespècie de gat de la jungla que viu al Caucas. Altres subespècies distribuïdes a l'Orient i Àsia, han estat proposades basant-se en gran manera, en la variació de la seva morfologia externa.

## Descripció
El més gran dels gats domèstics, el gat de la jungla mesura entre 55 i 94 centímetres de longitud, a més d'una relativament curta cua, que fa entre 20 i 31 centímetres de llarg, i d'uns 36 centímetres d'alçada a l'espatlla. El seu pes varia entre 3 i 12 quilograms, sent els mascles lleugerament més grans que les femelles. El seu rostre és relativament prim, i té les orelles grans i arrodonides. A causa de les seves potes llargues i la seva cua curta, i al fet que les orelles tinguin un floc de pèl negre, recorda a un petit linx (d'aquí el nom de "linx de pantà").
Depenen de la subespècie, el color del seu pelatge pot ser gris groguenc, marró vermellós o grisós, i té marques negres. Els gatons tenen franges verticals, que desapareixen quan són adults, encara que poden romandre algunes marques fosques a les potes o la cua. El musell és blanc, i el ventre és d'una tonalitat més pàl·lida que la de la resta del cos.
La característica més distintiva dels gats de la jungla, és la presència d'urpes de la mateixa mida a les quatre potes, a diferència de les dels gats domèstics, que tenen les urpes de les potes del darrere generalment més llargues i més fortes que les de les potes del davant. Aquestes li permeten fàcilment tant grimpar als arbres com baixar cap avall.

## Distribució i hàbitat
Els gats de la jungla estan àmpliament distribuïts. Viuen a Egipte, a l'oest i al centre d'Àsia, i a l'Àsia meridional, a Sri Lanka i al Sud-est asiàtic. A l'Índia són els gats més comuns entre els felins.
Se'ls ha vist en alçades de fins a 2.400 metres sobre el nivell del mar, encara que són més comuns a les terres baixes. Els seus hàbitats són les sabanes, els boscos tropicals i subtropicals de frondoses secs i els canyissars prop de rius i llacs, i, malgrat el seu nom, mai no viuen a la selva.
Tot i que són animals adaptables, que es troben fins i tot a les estepes àrides, prefereixen els ambients humits amb pastures i joncs alts entre els quals poder amagar-se. No sobreviuen bé en climes freds, i per tant, no se'ls troba en zones on les nevades són freqüents a l'hivern. En algunes zones, poden viure prop dels humans i fins i tot a llars abandonades.
Encara que mai han estat realment domesticats, s'ha trobat un petit nombre de gats salvatges entre les mòmies de gats de l'antic Egipte (la gran majoria de les quals són els gats domèstics), el que suggereix que poden haver estat utilitzades per ajudar a controlar les poblacions rosegadors.

## Comportament
Els gats de la jungla són animals solitaris a la natura. Es refugien a caus abandonats per altres animals, forats als arbres, coves humides sota roques als pantans, o en àrees de vegetació densa. Encara que sovint estan actius de nit, són menys nocturns que molts altres felins, i en climes freds poden prendre el sol durant el dia. S'ha estimat que de nit viatgen entre 3 i 6 quilòmetres, encara que això probablement varia depenent de la disponibilitat de preses. Són animals territorials que marquen els seus dominis amb orina i secrecions aromàtiques.
Quan s'enfronten a una amenaça, emeten un petit rugit abans d'atacar, un comportament estrany en els gats domèstics. En alguns casos salten sobre l'atacant, encara que davant de grans amenaces generalment es retiren. Hi ha hagut casos coneguts de gats salvatges que han atacat éssers humans curiosos prop del seu hàbitat, però el seu atac no sembla tenir una importància mèdica, més enllà d'una possible infecció de la ferida produïda per l'urpa.
Com la majoria d'altres felins, cacen apropant-se en silenci i agafant per sorpresa la seva victima, i fan servir canyes i herbes altes per camuflar-se. Són experts saltadors, que de vegades tracten de capturar aus en ple vol. Tot i que poden assolir velocitats de fins a 32 km/h, rarament persegueixen preses que escapen del primer assalt.

## Dieta
Els gats de la jugla s'alimenten principalment de rosegadors, granotes i ocells. De vegades pesquen peixos mentre busseigen, però sobretot neden per tal d'amagar el seu rastre d'olor (a diferència dels gats domèstics, que es renten). A prop dels assentaments humans, es poden alimentar de pollastres i ànecs domèstics.

## Reproducció
Durant la temporada d'aparellament, el mascle "borda", emetent un so semblant al d'un gos gran.
Les femelles són sexualment madures als 11 meses d'edat i donen a llum ventrades formades per entre 1 i 6 gatets, encara que més de 3 cries per ventrada és infreqüent. El període de gestació dura entre 63 i 66 dies, un temps notablement breu per un animal de la seva mida. Els naixements tenen lloc generalment entre els mesos de desembre i juny, depenen del clima de la regió, encara que de vegades poden tenir lloc dues ventrades en un any. Abans del naixement, la mare prepara un refugi en un cau abandonat, un forat als arbres o en un canyissar.
Els gatets neixen amb un pes entre 43 i 160 grams, amb tendència a ser més petits a la natura que en captivitat. Inicialment són cecs i estan indefensos. Obren els ulls entre el desè i tretzè dia de vida, i són completament deslletats al voltant del tercer mes. Els mascles no solen participar en la cria dels gatets, encara que s'ha observat que en captivitat són molts protectors amb els seus descendents, més que les femelles o altres mascles d'altres espècies de felí. Els gatets comencen a caçar pel seu compte als voltants del sisè mes, i deixen la seva mare després del vuitè o novè mes.
L'esperança mitjana de vida d'un gat de la jungla en captivitat és d'entre 10 i 12 anys. A la natura, es coneixen casos d'individus que han viscut fins a 20 anys.

## Depredadors
Els seus depredadors més comuns són els cocodrils, els ossos i els llops, i altres grans fèlids com el tigre.

## Híbrids
Aquesta espècie de gat pot ser domesticat en determinades condiciones. Els criadors de gats han estat capaços de crear híbrids de gats de la jungla creuant-los amb alguns gats domèstics, i produir races com ara el "chausie", que és una barreja de gat de jungla i gat domèstic, o el "jungle bobcat", una barreja entre gat de la jungla i "Pixie Bob" (un híbrid de linx vermell).

## Estat de conservació

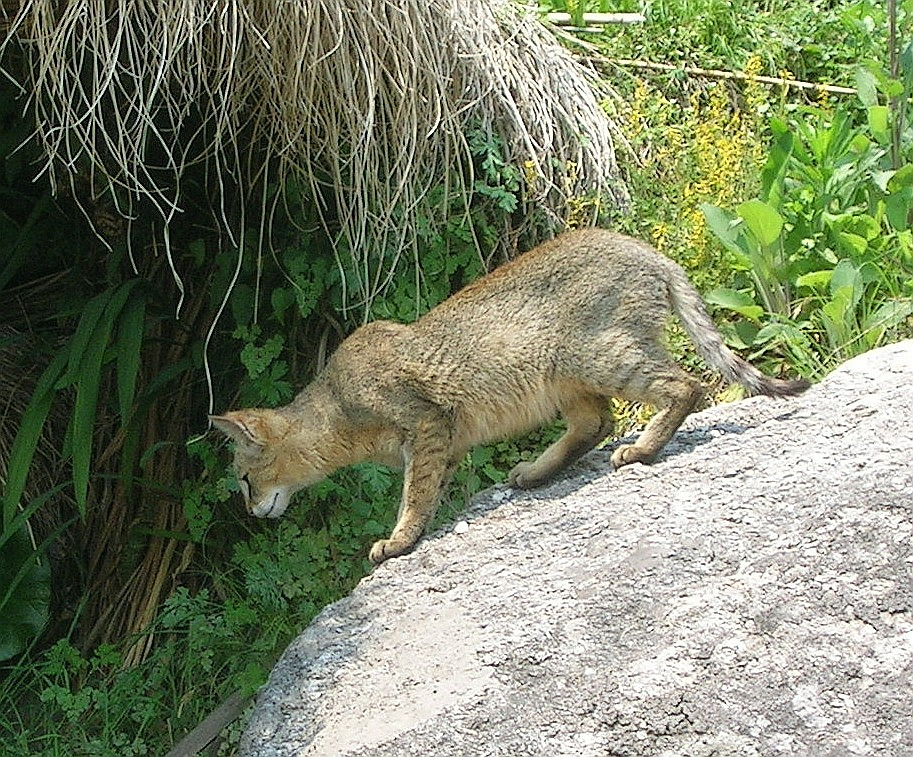
Gat de la jungla, a Uttarakhand, l'Índia

Encara que el gat de la jungla està catalogat com en risc mínim a la Llista Vermella de la UICN, algunes poblacions estan en declivi en alguns països i zones:
- Des dels anys 60, les poblacions del Caucas que viuen als voltants de la mar Càspia, han estat en ràpid declivi. Avui en dia només sobreviuen algunes petites poblacions. Des dels anys 80, no hi registres a la Reserva natural d'Astrakhan, al delta del Volga.[7] Aquesta subespècie està amenaçada i se l'ha inclòs als Llibres Vermells de la Federació Russa, Armènia, Azerbaidjan i Geòrgia.[8]
- Als anys 70, els gats de la jungla encara eren els gats salvatges més comuns prop de les viles al nord de Tailàndia i vivien en moltes àrees protegides al país.[9] Malgrat això, des de principis dels anys 90, els gats de jungla se'ls veu rarament, ja que han patit un dràstic declivi a causa de la caça i la destrucció del seu hàbitat. Actualment, el seu estat de conservació oficial a Tailàndia és en greu perill.[10] A Cambodja, Laos i el Vietnam, fa un temps els gats de la jungla foren probablement freqüents en hàbitats secundaris, de fàcil accéss pels caçadors, però actualment la pressió de la caça és molt forta. A causa de la cacera i captura no selectiva, els gats de la jungla són actualment molt rars en comparació amb altres felins petits simpàtrics. Les pells són vistes de tant en tant als mercats de frontera, i els individus vius, possiblement capturats a Myanmar o Cambodja, de tant en tant es poden veure als parcs zoològics de Khieo Khao i Chiang Mai, a Tailàndia.[11]
- Els gats de la jungla són rars a l'Orient Pròxim. A Jordània, es troben enormement afectats per l'expansió de les zones agrícoles propers als rius Yarmouk i Jordà, on són enverinats i caçats pels pagesos, a causa dels seus atacs a l'aviram.[12] A l'Afganistan també són considerats rars i sota amenaça.[13]

## Subespècies

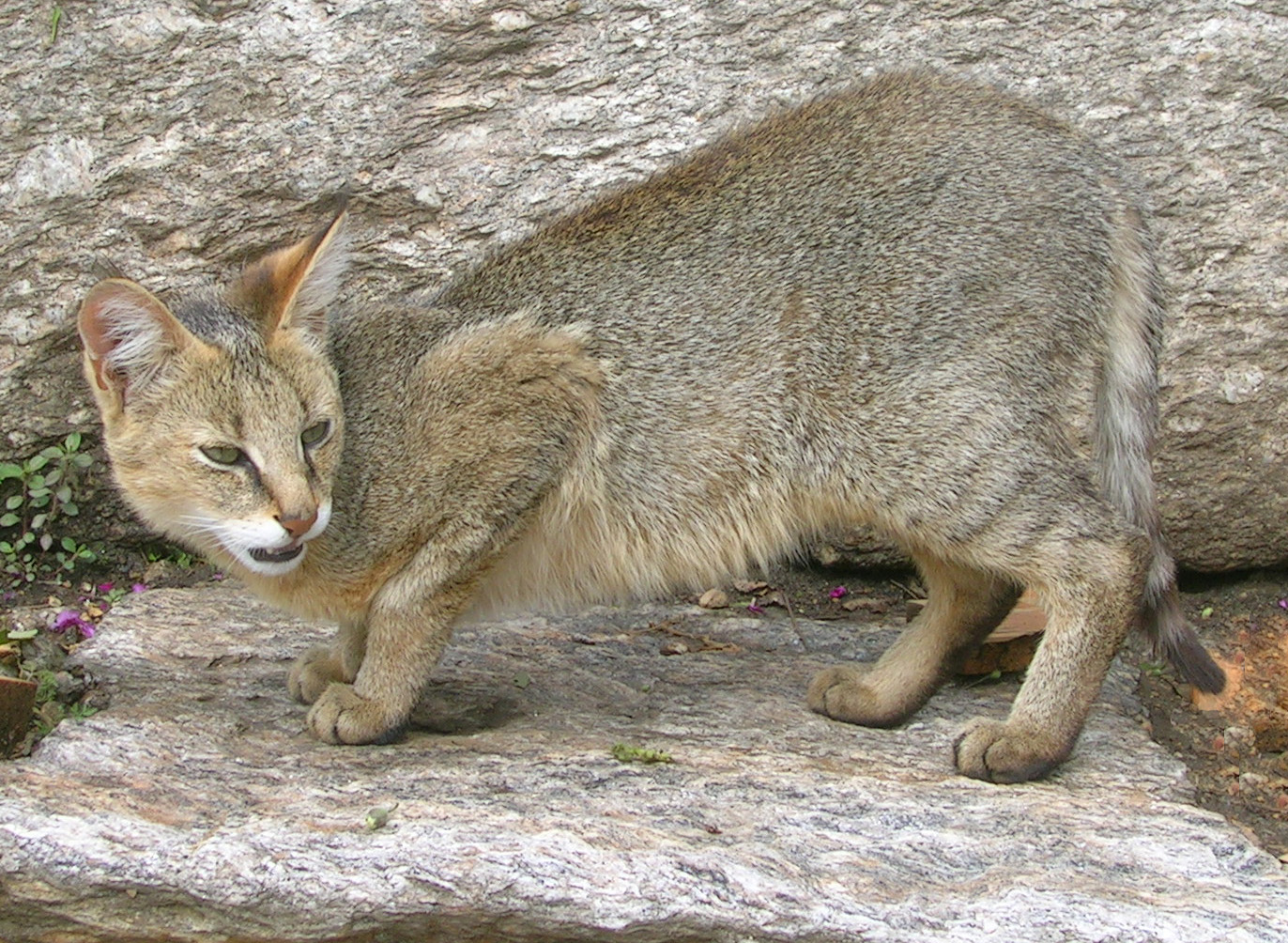
Felis chaus affinis (1830)

Les subespècies reconegudes per l'ITIS (Integrated Taxonomic Information System), són les següents:
- Felis chaus affinis (Gray, 1830), a la regió de l'Himàlaia.
- Felis chaus kutas (Pearson, 1832), al nord de l'Índia.
- Felis chaus furax (de Winton, 1898), a Israel i Iraq.
- Felis chaus nilotica (de Winton, 1898), a la vall del Nil, a Egipte.
- Felis chaus fulvidina (Thomas, 1929) al sud-est asiàtic (Tailàndia, Myanmar, Laos, Cambodja, Malàisia i el Vietnam).
- Felis chaus maimanah (Zukowsky, 1915) al nord-oest de Jordània, a l'est d'Iraq (entre els rius Tigris i Eufrates), a l'Iran, al nord i l'oest de Síria i Turquia, al Líban i a Palestina.[12]
- Felis chaus prateri (Pocock, 1939), al desert de Thar, a l'oest de l'Índia, i a l'est del Pakistan.
- Felis chaus kelaarti (Pocock, 1939), a Sri Lanka.
- Felis chaus oxiana (Heptner, 1969), a les regions de Sirdarià i Amudarià, al centre d'Àsia.